# Bezirk Magistrat der Hauptstadt Lemberg
Bezirk Magistrat der Hauptstadt Lemberg – dawny powiat (Bezirk) kraju koronnego Królestwo Galicji i Lodomerii, funkcjonujący w latach 1854–1867. Siedzibą starostwa było miasto Lemberg (Lwów).

## Historia
Bezirk Magistrat der Hauptstadt Lemberg utworzono w ramach reformy uwłaszczeniowej z okresu Wiosny Ludów (1848–1849), która likwidowała jurysdykcję właściciela ziemskiego nad poddanymi. W Galicji, dominium – jako podstawowa jednostka administracyjna i filar systemu feudalnego straciło rację bytu. Konieczne stało się zatem wprowadzenie nowego systemu administracyjnego, którego zręby powstały w latach 1851–1855. Nowy trójstopniowy podział administracyjny objął 21 cyrkułów (niem. Kreise), 179 małych powiatów (niem. Bezirke) i ponad 6000 gmin (niem. Gemeinde).
Bezirk Lemberg objął obszar o wielkości 0,6 mil², zamieszkany przez 59.297 ludzi i obejmował tylko jedną gminę katastralnych (miasto Lemberg). Zaliczany początkowo do cyrkułu lwowskiego, następnie stanowił odrębny cyrkuł. Był to najludniejszy Bezirk w całej Galicji. Powiat posiadał wschodnią eksklawę (Jałowiec), położoną między Bezirk Lemberg a Bezirk Winniki.
Po nadaniu Galicji autonomii oraz powołaniu samorządu gminnego i powiatowego w 1865 zlikwidowano cyrkuły (Kreise). Dotychczasowe małe powiaty (Bezirke) w liczbie 179, utrzymały się do 1867 roku, kiedy to w następstwie kolejnej reformy administracyjnej (23 stycznia 1867) zostały zastąpione przez 74 większych powiatów. Miasto Lemberg (Lwów) utworzyło wtedy odrębny powiat grodzki.

## Podział administracyjny (1854)
| Lp. | Gmina jednostkowa | Powierzchnia | Ludność | Powiat w 1867 po zniesieniu |
| --- | ----------------- | ------------ | ------- | --------------------------- |
| 1   | Lemberg (M)       | 5502         | 59297   | powiat grodzki Lemberg      |

Objaśnienie:
(M) = miasto; (m) = miasteczko